# Louis-Jacques-Maurice de Bonald

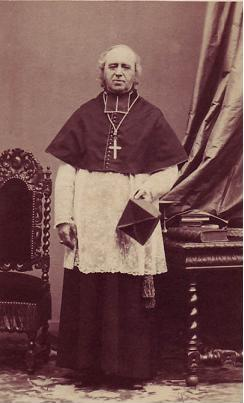
Kardinal de Bonald im Alter

Louis-Jacques-Maurice de Bonald (* 30. Oktober 1787 in Millau, Département Aveyron; † 25. Februar 1870) war Kardinal und Erzbischof von Lyon.

## Leben

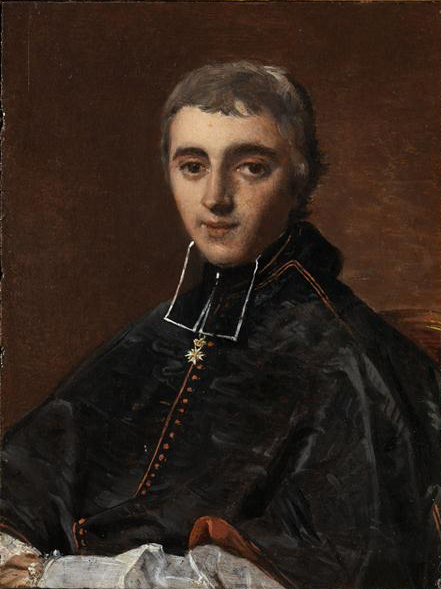
Bonald als junger Kanonikus (Porträt von Ingres – 1816)

Der vierte Sohn des Staatsmanns Louis-Gabriel-Ambroise de Bonald empfing nach Studien in Lyon, Amiens und am Seminar Saint-Sulpice in Paris am 22. Februar 1812 die Priesterweihe. Er wurde 1817 Generalvikar von Chartres, dann Verweser und Koadjutor des Erzbischofs von Lyon, Joseph Kardinal Fesch, und am 10. März 1823 Bischof von Le Puy-en-Velay. Die Bischofsweihe spendete ihm der Bischof von Chartres, Jean-Baptiste de Latil, am 27. April 1823; Mitkonsekratoren waren Bischof Denis Frayssinous und Jean-Pierre Chabons, Bischof von Amiens. Am 11. Dezember 1839 wurde er Erzbischof von Lyon und Primas von Gallien, am 1. März 1841 von Papst Gregor XVI. mit der Titelkirche Santissima Trinità al Monte Pincio in das Kardinalskollegium aufgenommen. Ebenfalls 1839 wurde er Päpstlicher Thronassistent.
Als eifriger Vertreter des Ultramontanismus bekämpfte er in erster Reihe das von ihm als unchristlich verurteilte Unterrichtswesen des Staates, verfasste in diesem Sinn mehrere Hirtenbriefe und nahm Anteil an den Demonstrationen des französischen Klerus gegen die Universität und für die Jesuiten. Nach dem Staatsstreich vom 2. Dezember 1851 wurde er in den Senat berufen, dem er bis zu seinem Tod angehörte. Kardinal de Bonald befürwortete die militärische Unterstützung Frankreichs für Papst Pius IX., der wenige Jahre zuvor erst nach der Intervention französischer Truppen in den Kirchenstaat zurückkehren konnte. Der Kardinal starb er am 25. Februar 1870 nach 31 Jahren als Erzbischof von Lyon und wurde in der Kathedrale von Lyon beigesetzt.